# Who Says You Can't Go Home
Singles de Bon Jovi
Have a Nice Day
(2005) Welcome to Wherever You Are
(2006)
Clip vidéo
Who Says You Can't Go Home
(Bon Jovi)
Who Says You Can't Go Home
(Bon Jovi et Jennifer Nettles)
sur YouTube
Who Says You Can't Go Home est une chanson du groupe de rock américain Bon Jovi extraite de leur neuvième album studio, Have a Nice Day, paru le 20 septembre 2005.
L'année suivante, la chanson a été publiée en single. C'était le deuxième single tiré de cet album.
La chanson a atteint la 23e place aux États-Unis (dans le Hot 100 du magazine américain Billboard dans la semaine du 15 avril 2006). Au Royaume-Uni, le single avec cette chanson a débuté à la 5e place du classement national (dans la semaine du 18 au 24 juin).
il y avait aussi une version country, enregistrée par le groupe avec la chanteuse américaine de country Jennifer Nettles. Cette version a atteint la 1re place dans le classement des chansons country du magazine américain Billboard (dans la semaine du 6 mai 2006) et gardé cette place une semaine de plus. Le 11 février 2007, à la 49e cérémonie des Grammy Awards, Bon Jovi et Jennifer Nettles remporte le Grammy de la meilleure collaboration country avec voix pour cette version.

## Histoire de la version country
Une première version country de la chanson Who Says You Can't Go Home, enregistrée avec le chanteur Keith Urban, n'avait pas atteint le stade final :
La chanson était d'abord chantée en duo avec Keith Urban, mais pour les similitudes du timbre de sa voix avec celui de Jon Bon Jovi, le dernier a décidé de trouver une voix féminine pour la chanter. Jennifer Nettles de Sugarland réenregistra le texte initialement donné au chanteur country. Sous cette forme, le titre devint numéro un des charts country aux États-Unis, un exploit jamais atteint par un groupe rock. (C'est un fait unique du Billboard. De plus, cette version n'est apparue qu'en bonus sur l'édition américaine de l'album Have a Nice Day et comme un single promotionnel uniquement distribué aux radios.)